# 죽림 분기점
죽림 분기점(竹林分岐點, Jungnim Junction, 죽림JC)은 전라남도 무안군 삼향읍 맥포리에 설치된 서해안고속도로와 국도 제2호선 무영로가 만나는 분기점이자 서해안고속도로의 기점이며, 서해안고속도로 국도 제2호선 구간의 종점이다. 직진 시 서해안고속도로와 직결되며, 죽림 분기점에서 갈라지는 무영로는 남해고속도로 서영암 나들목과 바로 직결된다. 인근 죽림마을에서 이름을 따왔다.
진도/목포행 고속버스와 강진/해남/완도행 고속버스가 갈라지는 지점이다.

## 연혁
- 2011년 12월 23일 : 국도 제2호선 목포시 국도대체우회도로 구간 개통에 따라 영업 개시[1][2]

## 구조물 정보
- 위치: 전라남도 무안군 삼향읍 맥포리

## 접속하는 노선 • 도로

### 서울방면
- 서해안고속도로 (2-1)

### 목포・부산방면
- 국도 제2호선 (서해안고속도로, 무영로)